# Mário Cristina de Sousa
Mário Cristina de Sousa (ur. 1946) – portugalski ekonomista, menedżer i urzędnik państwowy, w latach 2000–2001 minister gospodarki.

## Życiorys
Ukończył studia ekonomiczne w Instituto Superior de Ciências Económicas e Financeiras. Pracował jako nauczyciel akademicki w macierzystym instytucie oraz na Universidade Católica Portuguesa, gdzie m.in. kierował katedrą planowania i kontroli oraz polityki zarządzania. W latach 1980–1981 pełnił funkcję dyrektora generalnego departamentu planowania w resorcie finansów i planowania, a od 1983 do 1985 zajmował stanowisko sekretarza stanu do spraw planowania w IX rządzie konstytucyjnym. Był dyrektorem różnych przedsiębiorstw, m.in. EMMA, Vista Alegre i Cimpor. Był też dyrektorem oraz prezesem koncernu energetycznego EDP.
Od września 2000 do lipca 2001 sprawował urząd ministra gospodarki w drugim rządzie Antónia Guterresa. Powrócił później do pracy menedżerskiej, ponownie m.in. wchodząc w skład kierownictwa przedsiębiorstwa Vista Alegre.